# Nadja Stefanoff
Nadja Stefanoff (* 22. Juli 1976 in Karl-Marx-Stadt) ist eine deutsche Opernsängerin (Sopran/Mezzosopran).

## Biografie und künstlerisches Wirken
Nadja Stefanoff, Tochter des bulgarischen Heldentenors Stefan Stefanoff, gehörte mit elf Jahren dem Kinderchor der Chemnitzer Oper an, damals noch Karl-Marx-Stadt. Sie absolvierte ihre Gesangsausbildung von 1995 bis 2002 an der Dresdner Musikhochschule und von 1995 bis 1999 im Chorstudio der Sächsischen Staatsoper Dresden. Das Solistenexamen bestand sie mit dem Prädikat „ausgezeichnet“. Während ihres Meisterklassenstudiums an der Dresdner Musikhochschule sammelte sie erste Bühnenerfahrung bei den Batzdorfer Barockfestspielen.
Sie war Stipendiatin des Richard-Wagner-Verbandes, Preisträgerin der Gesangswettbewerbe Orpheum Public Award for Mozart – Zürich 2004 und erreichte den 3. Preis beim Bundeswettbewerb Gesang Berlin im Jahr 2002.
Ein erstes Festengagement erhielt sie 2002 am Theater Erfurt, diesem folgte ein zweijähriger Vertrag am Stadttheater Pforzheim von 2003 bis 2005. Ihrem ersten Engagement folgten zudem Gastauftritte und Verträge an der Deutschen Oper am Rhein in Düsseldorf, der Staatsoperette Dresden sowie Konzerte mit dem Orchestra of the Age of Enlightenment und dem Zürcher Kammerorchester in der Tonhalle Zürich sowie der Robert-Schumann-Philharmonie Chemnitz.
Seit der Spielzeit 2007/2008 gehörte die Sängerin bis 2012 zum Ensemble des Theater Bremen. Mit Beginn des Bremer Engagements folgten Gastauftritte mit der Deutschen Kammerphilharmonie Bremen sowie Gastverträge an der Staatsoper Stuttgart, der Komischen Oper Berlin, dem Theater Bonn und dem Staatstheater Braunschweig. Seit 2014 ist sie Ensemblemitglied am Staatstheater Mainz, gastiert jedoch auch auf internationalen Bühnen, wie beispielsweise als Marietta in Korngolds Oper "Die Tote Stadt" in Bergen oder als Titelrolle in Strauss’ "Ariadne auf Naxos" in Warschau.
Im Zuge ihrer stimmlichen Entwicklung vom lyrischen Mezzosopran ins Zwischenfach bis hin zu Partien des jugendlich-dramatischen Sopranfaches debütierte sie, nach Rollen wie Donna Elvira in Don Giovanni, Giulietta in Hoffmanns Erzählungen und Judith in Herzog Blaubarts Burg im Juni 2012 in der Partie der Tosca in Bremen (Januar bis April 2013) und der Anna Karenina in Braunschweig.

## Rollen (Auswahl)
- Juliette in Juliette
- Anna Karenina in Anna Karenina
- Tosca in Tosca
- Giulietta in Hoffmanns Erzählungen
- Adalgisa in Norma
- Donna Elvira in Don Giovanni
- Judit in Herzog Blaubarts Burg
- Octavian in Der Rosenkavalier
- König in Das Spitzentuch der Königin
- Bianca in Eine florentinische Tragödie
- Feldmarschallin in Der Rosenkavalier
- Marta in Die Passagierin[4]

## Diskografie
- 2009: Das Spitzentuch der Königin von Johann Strauss (Sohn), Orchester der Staatsoperette Dresden unter Leitung von Ernst Theis
- 2012: Burning to sing or Singing to burn und Die oberen Zehntausend, NDR Orchester Hannover unter der Leitung von Howard Griffiths